# 49 v.Chr.
Het jaar 49 v.Chr. is een jaartal volgens de christelijke jaartelling. 

## Gebeurtenissen

### Italië
- Begin van de Tweede Burgeroorlog, de Senaat vaardigt een ultimatum (senatus consultum ultimum) uit. Gnaeus Pompeius Magnus wordt benoemd tot dictator en krijgt vergaande bevoegdheden om de Romeinse Republiek te beschermen.
- 10 januari - Julius Caesar steekt met het Romeinse Legio XIII Gemina de Rubicon over, een grensrivier tussen Gallia Cisalpina en Italia ten zuiden van de Italiaanse Alpen. Hij spreekt hierbij de beruchte woorden: "Alea iacta est" (de teerling is geworpen). Kort daarna marcheert Caesar triomferend Rome binnen en maakt zich meester van de staatsschatkist in de Tempel van Saturnus.
- 14-21 februari - Beleg van Corfinium; de eerste militaire confrontatie in de Burgeroorlog tussen Pompeius en Caesar.
- Pompeius Magnus vlucht met prominente senaatsleden naar Brundisium en verscheept een Romeins expeditieleger (ca. 30.000 man) naar Dyrrhachium (Albanië). Vanwege zijn steun aan de republiek, loopt Marcus Junius Brutus over naar de Optimates.
- Maart - Julius Caesar belegert met het Romeinse leger (Legio VIII, Legio XII en Legio XIII) de versterkte steden Corfinium en Brundisium. Caesar heeft na een veldtocht van twee maanden Italië onder de voet gelopen. Pompeius Magnus ontsnapt naar Epirus (West-Griekenland).
- maart-september - Beleg van Massilia: Julius Caesar belegert Massilia (huidige Marseille), na een beleg van zes maanden geeft de Griekse handelskolonie zich over en wordt (als bondgenoot) ingelijfd bij het Imperium Romanum.
- April - Gaius Scribonius Curio landt met een Romeins leger (ca. 15.000 man) op Sicilia, verjaagt Cato de Jongere en weet de graanaanvoer van Noord-Afrika naar Rome veilig te stellen.
- Juni - Julius Caesar trekt met een Romeins expeditieleger (6 legioenen) over de Pyreneeën en valt Hispania binnen, de thuisbasis van Pompeius Magnus. Hij benoemt Marcus Aemilius Lepidus tot praetor van Rome.
- Marcus Tullius Cicero vlucht naar Salonika, de hoofdstad van Macedonië. Pompeius Magnus verzamelt in Berroia een Romeins leger (9 legioenen) met 3.000 boogschutters uit Kreta, Rhodos, Pontus en Syria.
- Slag bij Ilerda: Julius Caesar verslaat bij Lerida de Pompeianen onder bevel van Lucius Afranius. Door overstromingen worden de bruggen over de Segre vernield, onder de Romeinse legionairs breekt hongersnood uit.
- Augustus - In Hispania Ulterior geeft Marcus Terentius Varro zich met 2 legioenen over. Julius Caesar vertrekt met een Romeinse vloot vanuit Cádiz en vervolgt zijn zeereis naar Ostia.
- In Rome laat Scipio Metellus de Joodse koning Aristobulus II vermoorden (vergiftiging), voordat hij plannen maakt voor een staatsgreep in Judea.

### Afrika
- Slag bij Utica: Een Romeins leger (2 legioenen) onder bevel van Scribonius Curio, verslaat bij Utica de Pompeianen en belegert de vestingstad.
- Slag bij de Bagradas: Publius Attius Varus vernietigt met steun van Numidische lichte cavalerie onder leiding van Juba I, de Caesarianen.

### China
- De 26-jarige Han Yuandi (r. 49 - 33 v.Chr.) volgt zijn vader Han Xuandi op als keizer van het Chinese Keizerrijk.

## Geboren
- Sextus Propertius (~49 v.Chr. - ~12 v.Chr.), Romeins elegisch dichter

## Overleden
- Appius Claudius Pulcher (~97 v.Chr. - ~49 v.Chr.), Romeins consul en staatsman (48)
- Aristobulus II, koning en Hogepriester van de Joodse Hasmonese staat (Israël)
- Gaius Scribonius Curio (~90 v.Chr. - ~49 v.Chr.), Romeins staatsman en veldheer (41)